# 恩納村女性行員殺人事件
恩納村女性行員殺人事件（おんなそんじょせいこういんさつじんじけん）は、1971年（昭和46年）6月にアメリカ占領下の沖縄の恩納村で発生した殺人事件。

## 事件の概要
1971年（昭和46年）6月25日、恩納村の安富祖ダム近くのサトウキビ畑で女性の腐乱死体が発見された。女性の身元はすぐに判明し、コザ市（現沖縄市）居住の女性行員であることが分かった。被害者の女性はホストクラブに足しげく通っており、「ノブオ」というホストが捜査線上に浮かび上がってきた。
「ノブオ」は詐欺の前科を持つ男で、1年前に仮出所したばかりであった。そして、被害者と交際していたことが明らかになった。
琉球警察は直ちに「ノブオ」宅の家宅捜査を行った。その結果、車の中から「青い繊維」が発見され、被害者が当日身に着けていたワンピースと同じものであることが分かった。警察はこの男を逮捕した。

## 犯行理由
犯人は被害者と交際しており、被害者から1万1,700ドルを借りていた。犯人は、返すあてもなく遊興費に使っていた。
被害者より借金の返済を迫られたため殺害を決意した。6月22日にコザ市のデパートで待ち合わせ、恩納村の安富祖ダム近くに連れ込んで首を絞め、更にめった刺しにして殺害した。

## 判決
一審の那覇地方裁判所は、犯人に死刑の判決を言い渡したが、二審の福岡高等裁判所那覇支部では無期懲役に減刑された。